# (Per la) via di casa tour
Il (Per la) via di casa tour è la prima tournée del gruppo musicale italiano La Rappresentante di Lista, tenuta per promuovere il primo album in studio (Per la) via di casa.

## Descrizione
Il tour si è composto di 140 date tenute nell'arco di quasi quattro anni, partendo da Pollina il 27 agosto 2011 in occasione del Valdemone Festival e concludendosi a Palermo il 31 maggio 2015.
I concerti, oltre ad essere stati tenuti presso locali e club, sono stati eseguiti anche in automobile («car concert») e presso abitazioni private messe a disposizione dai proprietari («Wo ist das Haus?»).

## Concerti
| Data              | Città                    | Luogo/Festival                           | Note                 |
| ----------------- | ------------------------ | ---------------------------------------- | -------------------- |
| 27 agosto 2011    | Pollina                  | Valdemone Festival                       | [ 3 ]                |
| 12 novembre 2011  | Milano                   | Cicco Simonetta                          | [ 4 ]                |
| 6 maggio 2012     | Vittoria                 | Scenica Festival                         | [ 5 ]                |
| 7 maggio 2012     | Palermo                  | Teatro Garibaldi Aperto                  | [ 6 ]                |
| 20 maggio 2012    | Roma                     | L'Arsenale                               | [ 7 ]                |
| 25 maggio 2012    | Torino                   | Casa Mad                                 | [ 8 ]                |
| 8 giugno 2012     | Palermo                  | Villa Trabia                             | [ 9 ]                |
| 1º agosto 2012    | Marina di Ragusa         | Met                                      | [ 10 ]               |
| 3 agosto 2012     | Palazzolo Acreide        | Sincero Festival                         | [ 11 ]               |
| 4 agosto 2012     | Scicli                   | (car concert)                            | [ 12 ]               |
| 25 agosto 2012    | Pollina                  | Valdemone Festival (car concert)         | [ 13 ]               |
| 26 agosto 2012    | Pollina                  | Valdemone Festival (car concert)         | [ 13 ]               |
| 14 settembre 2012 | Castellammare del Golfo  | Plas                                     | [ 14 ]               |
| 5 ottobre 2012    | Palermo                  | Border Line (car concert)                | [ 15 ]               |
| 11 ottobre 2012   | Pistoia                  | Funaro                                   | [ 16 ]               |
| 12 ottobre 2012   | Firenze                  | Wo ist das Haus?                         | [ 17 ]               |
| 27 ottobre 2012   | Enna                     | Fera Bio (car concert)                   | [ 18 ]               |
| 3 dicembre 2012   | Firenze                  | La Cité                                  | [ 19 ] [ 20 ]        |
| 4 dicembre 2012   | Pisa                     | Bar Mocambo                              | [ 19 ] [ 20 ]        |
| 6 dicembre 2012   | Palermo                  | I Candelai                               | [ 19 ] [ 20 ]        |
| 3 gennaio 2013    | Tonnarella               | Al Veliero                               | [ 19 ] [ 20 ]        |
| 4 gennaio 2013    | Caltagirone              | Nave Argo                                | [ 21 ]               |
| 5 gennaio 2013    | Rosolini                 | Mad Café                                 | [ 22 ]               |
| 9 gennaio 2013    | Monopoli                 | I Make                                   | [ 20 ]               |
| 10 gennaio 2013   | Bitonto                  | Corvo Torvo                              | [ 20 ]               |
| 11 gennaio 2013   | Bari                     | Asuddiest                                | [ 20 ]               |
| 19 gennaio 2013   | Palermo                  | Cantieri Culturali alla Zisa             | [ 20 ]               |
| 31 gennaio 2013   | Marineo                  | Barbagianni Art Pub                      | [ 23 ]               |
| 21 febbraio 2013  | Alcamo                   | Fluxus                                   | [ 24 ]               |
| 23 febbraio 2013  | Parma                    | Materia Off                              | [ 25 ]               |
| 24 febbraio 2013  | Bologna                  | Meno Male                                | [ 26 ]               |
| 15 marzo 2013     | Palermo                  | Teatro Nuovo Montevergini                | [ 25 ]               |
| 12 aprile 2013    | Palermo                  | Teatro Garibaldi Aperto                  | [ 25 ]               |
| 18 aprile 2013    | Palermo                  | Palab                                    | [ 27 ]               |
| 1º maggio 2013    | Giarratana               | Giarratana Music Festival                | [ 28 ]               |
| 3 maggio 2013     | Vittoria                 | Beat                                     | [ 29 ]               |
| 14 giugno 2013    | Pordenone                | Pink Lady Fest                           | [ 30 ]               |
| 20 giugno 2013    | Palermo                  | Pride                                    | [ 30 ]               |
| 26 giugno 2013    | San Benedetto del Tronto | Geko                                     | [ 30 ]               |
| 27 giugno 2013    | Terni                    | Fat Caos (car concert)                   | [ 31 ]               |
| 29 giugno 2013    | Fidenza                  | Wo ist das Haus?                         | [ 30 ]               |
| 30 giugno 2013    | Milano                   | Cicco Simonetta                          | [ 30 ]               |
| 1º luglio 2013    | Firenze                  | Fa' Festa (car concert)                  | [ 30 ]               |
| 12 luglio 2013    | Arezzo                   | Arezzo Wave                              | [ 31 ]               |
| 1º agosto 2013    | Reggio Calabria          | Lido Boca Chica                          | [ 30 ]               |
| 2 agosto 2013     | Tonnarella               | Al Veliero                               | [ 30 ]               |
| 3 agosto 2013     | Castell'Umberto          | Nebrodi Art Fest                         | [ 32 ]               |
| 4 agosto 2013     | Palermo                  | Wo ist das Haus?                         | [ 30 ]               |
| 21 agosto 2013    | Mesagne                  | Chianchenote                             | [ 33 ] [ 34 ] [ 35 ] |
| 22 agosto 2013    | Cutrofiano               | Piccapane                                | [ 33 ] [ 34 ] [ 35 ] |
| 24 agosto 2013    | Bari                     | Asuddiest                                | [ 33 ] [ 34 ] [ 35 ] |
| 23 agosto 2013    | Cisternino               | Macrohabitat                             | [ 33 ] [ 34 ] [ 35 ] |
| 25 agosto 2013    | Bitonto                  | Corvo Torvo                              | [ 33 ] [ 34 ] [ 35 ] |
| 5 settembre 2013  | Dessau                   | Bibers Corner                            | [ 33 ] [ 34 ] [ 35 ] |
| 11 settembre 2013 | Berlino                  | Fuk;s                                    | [ 33 ] [ 34 ] [ 35 ] |
| 14 settembre 2013 | Salsomaggiore Terme      | Mad Café                                 | [ 36 ]               |
| 15 settembre 2013 | Soragna                  | Maratona Fotografica                     | [ 36 ]               |
| 22 settembre 2013 | Sant'Alfio               | Teatro di Paglia                         | [ 37 ]               |
| 29 settembre 2013 | Lunano                   | Enoteca di Lunano                        | [ 36 ]               |
| 29 novembre 2013  | Lunano                   | L'angolo divino                          | [ 38 ]               |
| 4 dicembre 2013   | Bologna                  | Arteria                                  | [ 39 ]               |
| 6 dicembre 2013   | Fermo                    | Friends Pub                              | [ 40 ]               |
| 13 dicembre 2013  | Catania                  | Lomax                                    | [ 40 ] [ 41 ]        |
| 19 dicembre 2013  | Cosenza                  | Teatro Auditorium Unical                 | [ 39 ]               |
| 20 dicembre 2013  | Rosolini                 | Mad Café                                 | [ 40 ]               |
| 21 dicembre 2013  | Licata                   | Il Corridoio Club                        | [ 40 ]               |
| 27 dicembre 2013  | Favara                   | Farm Cultural Park                       | [ 40 ]               |
| 3 gennaio 2014    | Ragusa                   | Cortile della Prefettura                 | [ 42 ]               |
| 14 febbraio 2014  | Milano                   | Via San Bernardo (car concert)           | [ 43 ]               |
| 16 febbraio 2014  | Milano                   | Pim Spazio Scenico                       | [ 40 ]               |
| 7 marzo 2014      | Genova                   | Il salotto di Mao                        | [ 44 ] [ 45 ]        |
| 8 marzo 2014      | Genova                   | Tiger spot                               | [ 44 ] [ 45 ]        |
| 13 marzo 2014     | Parma                    | Hub Café                                 | [ 46 ] [ 47 ]        |
| 14 marzo 2014     | Osnago                   | Arci La Lo.co.                           | [ 40 ]               |
| 15 marzo 2014     | Vicenza                  | Bar Astra                                | [ 40 ]               |
| 2 aprile 2014     | Napoli                   | Ex Asilo Filangeri                       | [ 48 ]               |
| 3 aprile 2014     | Giovinazzo               | Vecchio Caffè Amoia                      | [ 46 ]               |
| 4 aprile 2014     | Santa Maria a Vico       | Smav                                     | [ 46 ]               |
| 5 aprile 2014     | Marina di Gioiosa Jonica | Blue Dahlia                              | [ 49 ]               |
| 6 aprile 2014     | Catania                  | Il Ballatoio                             | [ 50 ]               |
| 17 aprile 2014    | Salerno                  | Zena                                     | [ 49 ]               |
| 18 aprile 2014    | Torre Santa Susanna      | Barcollo                                 | [ 49 ]               |
| 19 aprile 2014    | Lamezia Terme            | Narghilia Sheesha Lounge                 | [ 44 ] [ 45 ]        |
| 2 maggio 2014     | Palermo                  | I Candelai                               | [ 49 ]               |
| 6 maggio 2014     | Parma                    | Foyeur del Teatro Regio                  | [ 49 ]               |
| 9 maggio 2014     | Prato                    | Nuovo Camarillo                          | [ 51 ]               |
| 13 maggio 2014    | San Gemini               | Taverna del Torchio                      | [ 44 ] [ 45 ]        |
| 14 maggio 2014    | Bologna                  | Maison Ventidue                          | [ 44 ] [ 45 ]        |
| 15 maggio 2014    | Modena                   | Wo ist das Haus?                         | [ 44 ] [ 45 ]        |
| 16 maggio 2014    | Udine                    | Circo Arci Cas'Aupa                      | [ 51 ]               |
| 17 maggio 2014    | Merano                   | Sketch Clublounge                        | [ 51 ]               |
| 18 maggio 2014    | Scandicci                | Wo ist das Haus?                         | [ 51 ]               |
| 22 maggio 2014    | Contursi Terme           | Bandiera Bianca                          | [ 44 ] [ 45 ]        |
| 23 maggio 2014    | Roma                     | Le Mura                                  | [ 51 ]               |
| 24 maggio 2014    | Avellino                 | Godot Art Bistrot                        | [ 51 ]               |
| 25 maggio 2014    | Foggia                   | Tolleranza Zero                          | [ 52 ]               |
| 4 giugno 2014     | Palermo                  | Sicilia Queer Filmfest                   | [ 44 ] [ 45 ]        |
| 7 giugno 2014     | Salsomaggiore Terme      | Mad Café                                 | [ 53 ]               |
| 13 giugno 2014    | Bologna                  | Bio Parco Biografilm                     | [ 53 ]               |
| 20 giugno 2014    | Trapani                  | Tour de Forst                            | [ 44 ] [ 45 ]        |
| 21 giugno 2014    | Sassocorvaro             | Indietiamo                               | [ 53 ]               |
| 2 luglio 2014     | Milano                   | CarroPonte                               | [ 53 ]               |
| 4 luglio 2014     | Torino                   | Cavallerizza Reale                       | [ 44 ] [ 45 ]        |
| 6 luglio 2014     | Bari                     | Eremo Club                               | [ 53 ]               |
| 9 luglio 2014     | Isola delle Femmine      | Sikulo                                   | [ 44 ] [ 45 ]        |
| 20 luglio 2014    | San Vito Lo Capo         | SiciliAmbiente Documentary Film Festival | [ 44 ] [ 45 ]        |
| 23 luglio 2014    | San Pietro in Casale     | Borghi e Frazioni in Musica              | [ 53 ]               |
| 25 luglio 2014    | Viareggio                | Caffè Irene                              | [ 44 ] [ 45 ]        |
| 30 luglio 2014    | Contursi Terme           | Intercettazioni                          | [ 53 ]               |
| 1º agosto 2014    | Palermo                  | Nautoscopio                              | [ 54 ]               |
| 2 agosto 2014     | Siculiana                | Museo della Memoria e del Territorio     | [ 55 ]               |
| 3 agosto 2014     | Mirto                    | MirtoRock                                | [ 56 ]               |
| 7 agosto 2014     | Pignola                  | San Donato                               | [ 56 ]               |
| 9 agosto 2014     | Torre Pozzelle           | Camping Torre Pozzelle                   | [ 44 ] [ 45 ]        |
| 12 agosto 2014    | Cisternino               | Micro                                    | [ 57 ]               |
| 13 agosto 2014    | Cutrofiano               | Piccapane                                | [ 56 ]               |
| 14 agosto 2014    | Santo Spirito            | Lido La Rotonda                          | [ 56 ]               |
| 16 agosto 2014    | Anghiari                 | Mearevolutio(nae)                        | [ 44 ] [ 45 ]        |
| 17 agosto 2014    | Marotta                  | MAF Marotta Acustica Festival            | [ 53 ]               |
| 20 agosto 2014    | Miglionico               | Frequenze Mediterranee                   | [ 58 ]               |
| 23 agosto 2014    | Ferrara                  | Ferrara Buskers Festival                 | [ 53 ]               |
| 24 agosto 2014    | Ferrara                  | Ferrara Buskers Festival                 | [ 53 ]               |
| 26 agosto 2014    | Ferrara                  | Ferrara Buskers Festival                 | [ 53 ]               |
| 27 agosto 2014    | Ferrara                  | Ferrara Buskers Festival                 | [ 53 ]               |
| 30 agosto 2014    | Bibbiena                 | Angoli Musicali                          | [ 53 ]               |
| 13 settembre 2014 | Furnari                  | Azimut 360 gradi                         | [ 56 ]               |
| 23 ottobre 2014   | Roma                     | Trenta Formiche                          | [ 59 ]               |
| 4 novembre 2014   | Parigi                   | Moki Bar                                 | [ 60 ]               |
| 11 dicembre 2014  | Palermo                  | Arci Porco Rosso                         | [ 61 ]               |
| 6 febbraio 2015   | Verona                   | Frame House Club                         | [ 62 ]               |
| 7 febbraio 2015   | Vicenza                  | Bar Astra                                | [ 62 ]               |
| 13 febbraio 2015  | Lunano                   | Enoteca di Lunano                        | [ 62 ]               |
| 14 febbraio 2015  | Parma                    | La Collina                               | [ 63 ]               |
| 25 febbraio 2015  | Pescara                  | Dimore Artistiche                        | [ 62 ]               |
| 26 febbraio 2015  | Roma                     | Trenta Formiche                          | [ 64 ]               |
| 27 febbraio 2015  | Follonica                | Casa Azul                                | [ 62 ]               |
| 28 febbraio 2015  | Torino                   | El Barrio                                | [ 62 ]               |
| 8 maggio 2015     | Modena                   | Trasparenze Festival                     | [ 65 ]               |
| 30 maggio 2015    | Catania                  | Teatro Coppola                           | [ 66 ]               |
| 31 maggio 2015    | Palermo                  | Bolazzi                                  | [ 67 ]               |